# Kaple svatého Jana Nepomuckého (Lošánky)
Kaple svatého Jana Nepomuckého v Lošánkách je hranolová barokní stavba se zkosenými rohy. Uvnitř býval obraz svatého Jana Nepomuckého od V. Vysekala z konce 19. století. Zvon daroval kapli Josef Miškovský jako poděkování za zdárné dokončení studia v Praze. Je chráněna jako kulturní památka České republiky.